# Гришовце
Гришовце (словац. Hrišovce) — село в окрузі  Ґаланта Трнавського краю Словаччини. Площа села 7,96 км². Станом на 31 грудня 2015 року в селі проживало 319 жителів.

## Історія
Перші згадки про село датуються 1311 роком.

## Населення
| Рік:            | 1994. | 2004.   | 2014.   | 2024.   |
| --------------- | ----- | ------- | ------- | ------- |
| Кількість осіб: | 324   | 310     | 320     | 280     |
| Різниця:        |       | -4,32 % | +3,22 % | -12,5 % |

| Рік:            | 2023. | 2024.   |
| --------------- | ----- | ------- |
| Кількість осіб: | 275   | 280     |
| Різниця:        |       | +1,81 % |